# Julija Sporysch

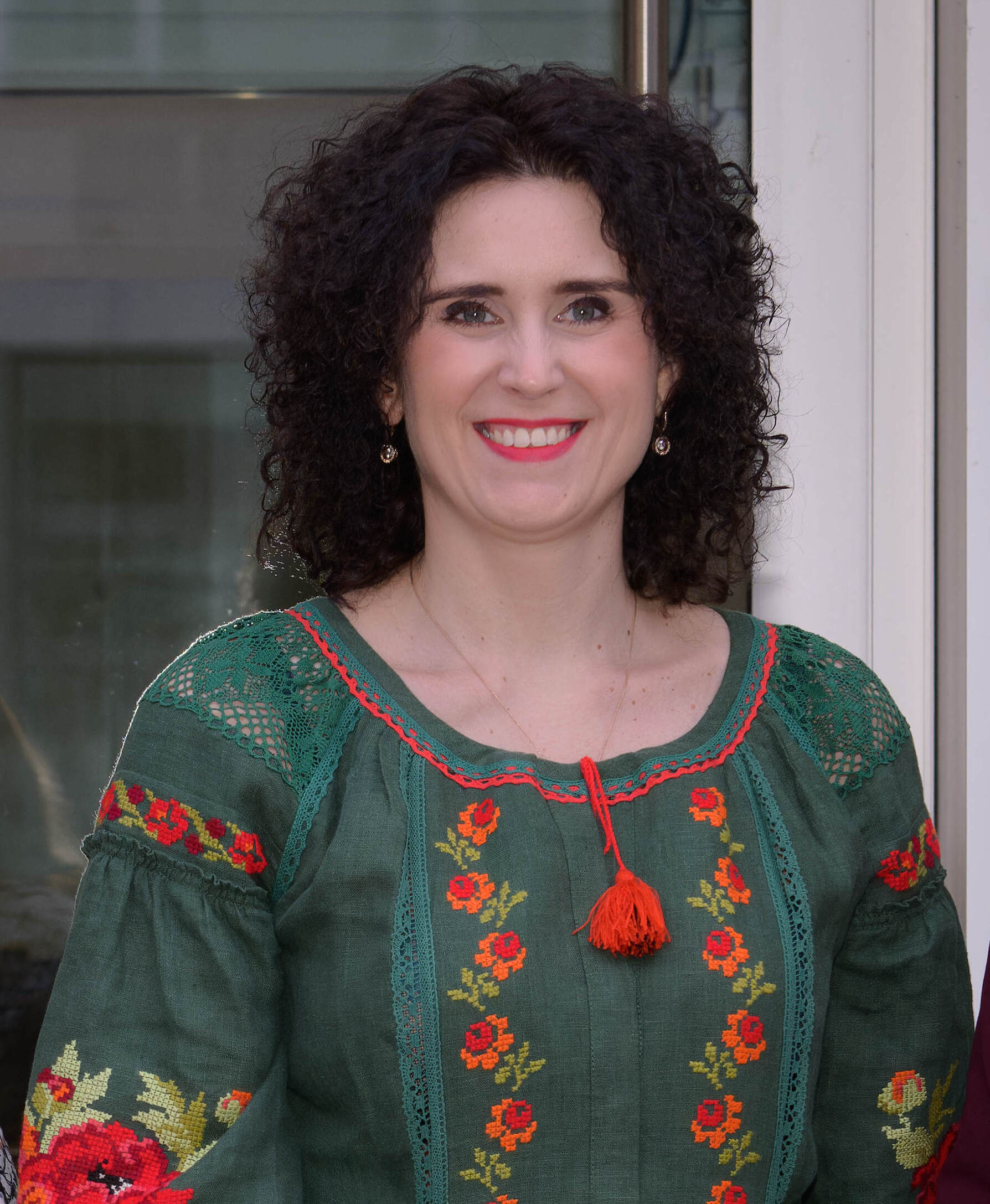
Yuliya Sporysh (2024)

Julija Sporysch (ukrainisch Юлія Спориш, wiss. Transliteration Julija Sporyš; * 1985 in der Ukrainischen SSR) ist eine ukrainische Soziologin, Feministin und Frauenrechtsaktivistin. Sie ist Gründerin und Direktorin der ukrainischen Nichtregierungsorganisation (NGO) Girls.

## Leben
Sporysch wuchs als Kind einer alleinerziehenden Mutter in Kiew auf. Während ihrer Schulzeit war sie Klassensprecherin und später Studiengruppenleiterin. Sie studierte Soziologie an der Taras-Schewtschenko-Universität Kiew. Hier schloss sie mit einem Master ab und wurde mit einer Arbeit über die Lebensstile der Mittelschicht in Großstädten promoviert.
Im Anschluss war Sporysch in einem Marktforschungsinstitut tätig und leitete mehrere Jahre ein ukrainisches Fintech-Unternehmen. 2019 während einer Geschäftsreise zur Finanzierung eines Start-up-Unternehmens beschloss sie, Spendengelder für ein zivilgesellschaftliches Projekt zu akquirieren, mit dem ukrainische Mädchen und junge Frauen unterstützt werden. Julija Sporysch gründete damit eine NGO unter dem Namen Girls.
Anlass dafür war die Geburt ihres zweiten Kindes drei Jahre zuvor im Jahr 2016. Sie selbst hatte sich zuvor von ihrem Partner getrennt und war alleinerziehende Mutter. Während des Aufenthalts in der Entbindungsklinik hatte sie eine sehr junge alleinerziehende Mutter in Not kennengelernt. Aufgrund dieser Begegnung beschloss sie, ein Bildungsprojekt für Teenager-Mädchen aufzubauen. Darin werden zwei Schwerpunkte fokussiert: Sexualaufklärung und Prävention geschlechtsspezifischer Gewalt einerseits sowie die wirtschaftliche Selbstständigkeit von jungen Frauen andererseits. Die Organisation umfasst ein Team von etwa 300 Personen und hat ein Jahresbudget von etwa zwei Million Dollar. Sie ist in der gesamten Ukraine an mehr als 120 Orten tätig. 2022 konnten rund 150 000 Menschen unterstützt werden.

## Auszeichnungen
Julija Sporysch wurde 2024 von der Heinrich-Böll-Stiftung mit dem Anne-Klein-Frauenpreis geehrt.